# Beigang
 (août 2025).
Si vous disposez d'ouvrages ou d'articles de référence ou si vous connaissez des sites web de qualité traitant du thème abordé ici, merci de compléter l'article en donnant les références utiles à sa vérifiabilité et en les liant à la section « Notes et références ».
Beigang, Hokkō ou Peikang est un canton du comté de Yunlin (Taïwan). La ville est connue pour abriter le temple Chaotian, un des plus importants temples de Mazu à Taiwan. Sa population en novembre 2017 est de 40 327 habitants.

## Géographie
La rivière Beigang définit les limites de la ville à l’est et au sud.

## Histoire

### Formose néerlandaise
Durant l’époque néerlandaise, Ponkan (chinois : 笨港; Pe̍h-ōe-jī : Pùn-káng) est une importante forteresse côtière. En 1621, Pedro Yan Shiqi (顏思齊) de Zhangzhou, Fujian, et ses forces occupent Ponkan (aujourd’hui Beigang) et développent Tsulosan (諸羅山, aujourd’hui Chiayi) qui devient la capitale du Comté de Tsulo en 1704.

## Divisions administratives
Le canton est divisé en 28 villages : Caohu, Dabei, Datong, Fupan, Fuzhao, Gongguan, Gongrong, Gouzao, Guangfu, Guangmin, Haoshou, Hougou, Huasheng, Liucuo, Nanan, Pangou, Renan, Renhe, Shuipu, Shujiao, Sifu, Tunghua, Tungyang, Xincuo, Xinjie, Xishi, Yimin and Zhonghe.

## Éducation
L’Université médicale chinoise possède une branche à Beigang.
Beigang se situe à proximité immédiate de l’Université nationale Chung Cheng.
L’éducation secondaire est dispensée par la National Beigang Senior High School.

## Attractions touristiques
Le temple Chaotian est un des plus importants temples dédiés à Mazu de Taïwan, connu pour son architecture unique et visité annuellement par plus d’un million de personnes.
Le temple Wude de Beigang est un des plus vastes temples taïwanais dédiés à Xuan Tan Zhen Jun.
Le pont touristique Beigang relie les comtés de Yunlin et de Chiayi en enjambant la rivière Beigang.

## Activités culturelles
Le 23e jour du troisième mois de l’année lunaire ont lieu les festivités célébrant la naissance de Mazu.
Le pèlerinage de Mazu Baishatun a lieu entre le premier et le quatrième mois de l’année lunaire. Il s’agit d’un des plus importants événements taoïstes de Taïwan.
Le festival international de musique de Beigang